# Dry Land
Dry Land is een lied dat Marillion opnam voor hun studioalbum Holidays in Eden.
Tekstschrijver Steve Hogarth (meestentijds tekstschrijver voor Marillion) beeldt uit dat hij onvoldoende tot geen contact heeft met zijn geliefde ("You’re an island"). Het is geschreven voor zijn vorige band How We Live, waarin ook Colin Woore.

## Single
Het nummer was net als de voorafgaande twee singles Cover My Eyes (Pain and Heaven) en No One Can direct voorbestemd om als single uitgebracht te worden. EMI Music drong erbij Marillion op aan om singlenummers te schrijven (voor zover dat kan) om de verkoop van het album te stimuleren. Een commercieel ingestelde muziekproducent Christopher Neil moest daar mede voor zorgen. Achteraf bleek dat alle de drie de singles faalden; een grote hit als Kayleigh werden ze niet. B-kant Holloway Girl staat niet op het album.
"Dry Land" bereikte enkel de hitlijsten in thuisland het Verenigd Koninkrijk, waar het een bescheiden hitje werd. Het bereikte daar in twee notering de 34e positie.
Dry Land ging gepaard met een kostbare videoclip onder leiding van Howard Greenhalgh geschoten op IJsland en in Malham Cove in Yorkshire. Vooral de opname op een IJslandse gletsjer was achteraf niet goed doordacht. Het idee was Hogarth per helicopter af te zetten op de gletsjer, weg te vliegen om het even later te filmen alsof hij aan het wandelen was. Tijdens het wegvliegen werd de regisseur zich bewust van de snelwisselende weeromstandigheden op het eiland. Ze konden hem dan ook in eerste instantie niet terugvinden; uiteindelijk liep het toch goed af toen ze een stipje op de ijsvlakte ontwaarden. Greenhalgh was ontzettend opgelucht. Hogarth zelf dacht dat hij op de Maan was neergezet; als ze hem toen niet konden vinden zou het zeker 300 jaar duren voordat hij weer aan de oppervlakte kwam.